# Leucothoe incisa
Leucothoe incisa är en kräftdjursart som beskrevs av Robertson 1892. Leucothoe incisa ingår i släktet Leucothoe och familjen Leucothoidae. Inga underarter finns listade i Catalogue of Life.

## Bildgalleri

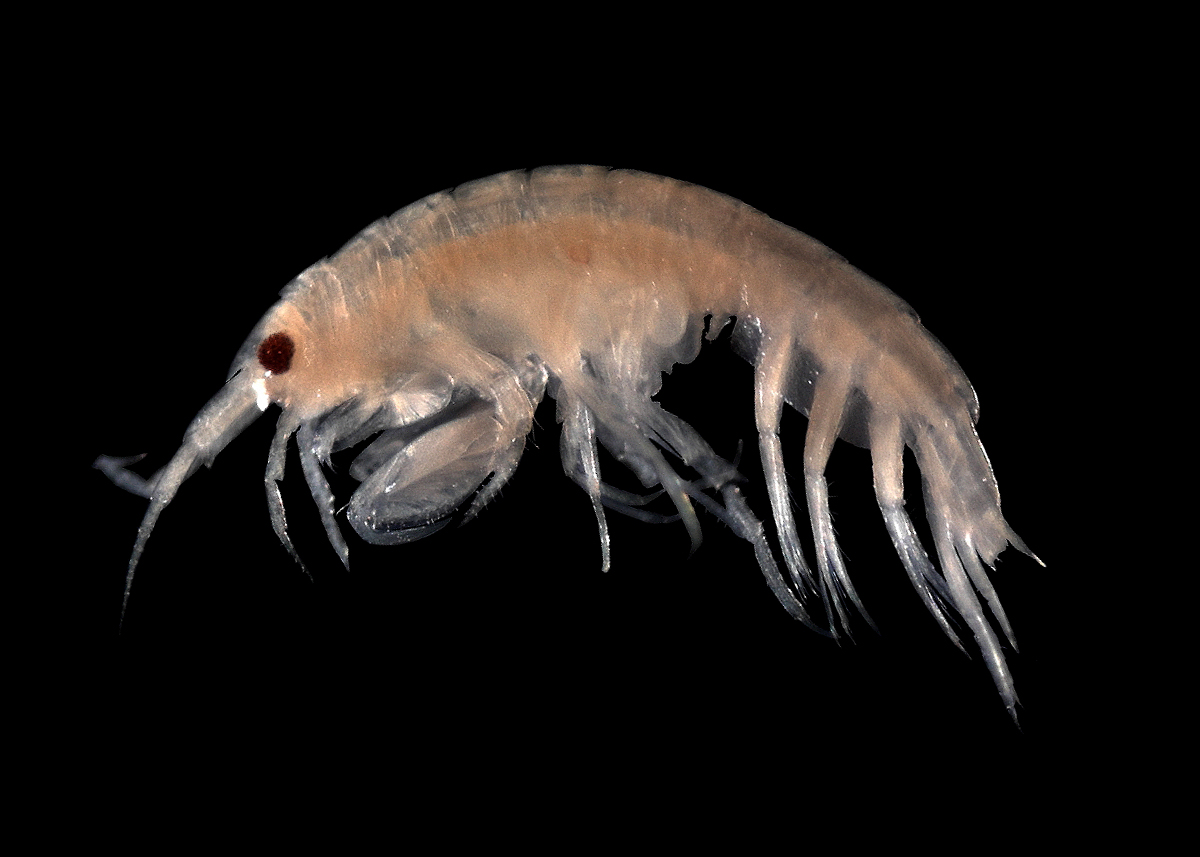
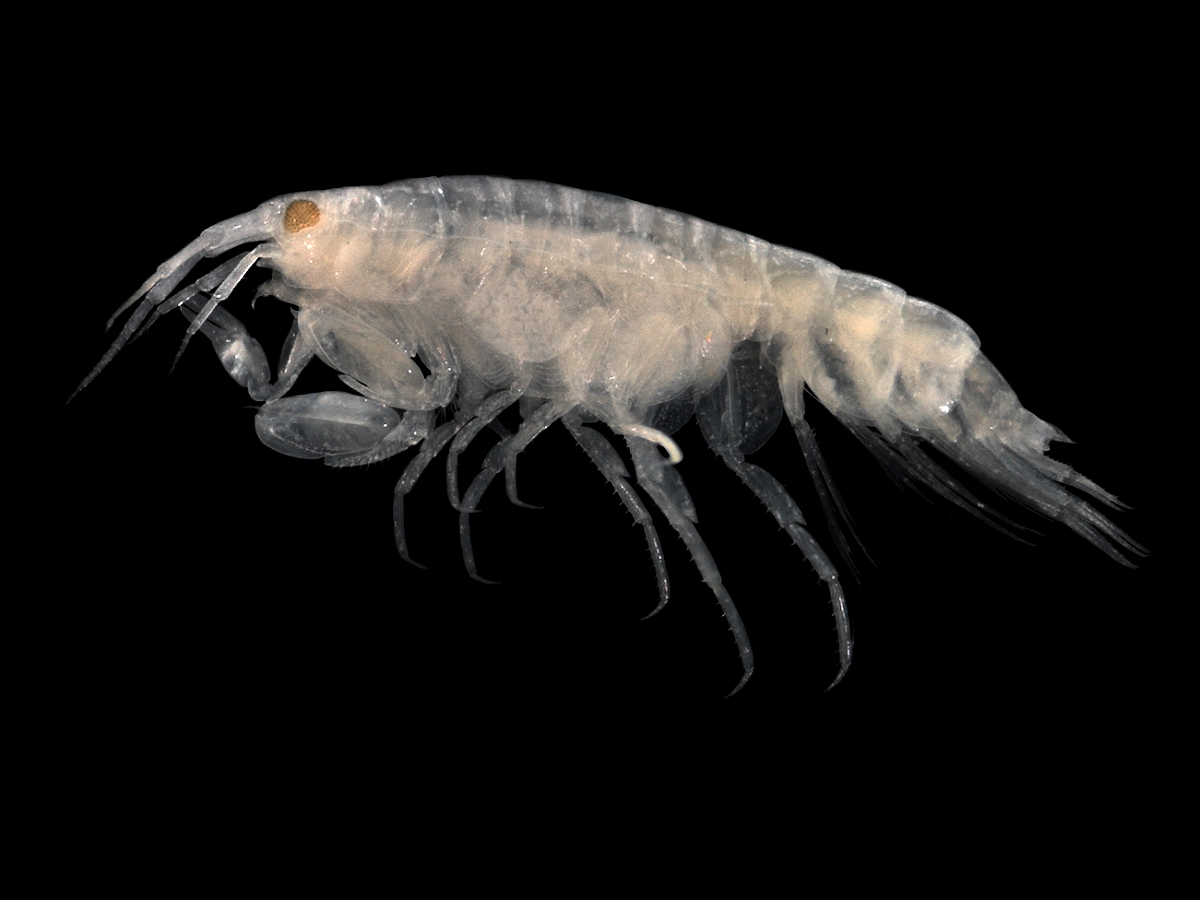